# Splijthopperzuiger
Een splijthopperzuiger is een zelfvarend baggerwerktuig. Het is min of meer een kruising tussen een sleephopperzuiger en een splijtbak.
Een splijthopperzuiger is uitgerust met een zuigpijp, waarvan de sleepkop (onderste gedeelte van de zuigpijp) voorwaarts over de bodem wordt getrokken. Waarna het opgezogen zand, klei, slip of zelfs grind hydraulisch wordt getransporteerd naar het beun.
Het bijzondere aan een splijthopperzuiger is dat het schip bij het lossen in tweeën splijt. Hydraulische cilinders maken dit mogelijk. Bij deze schepen zijn de ruimtes dan ook waterdicht in tweeën verdeeld zoals de machinekamer.